# Ummidia pygmaea
Ummidia pygmaea là một loài nhện trong họ Ctenizidae. U. pygmaea được miêu tả năm 1945 bởi Ralph Vary Chamberlin & Wilton Ivie.